# Mamadou Dia
Mamadou Dia (18 de juliol de 1910 – 25 de gener de 2009) fou un polític senegalès que va servir com a primer Primer ministre de Senegal de 1957 fins a 1962, quan va ser forçat a dimitir i fou subsegüentment empresonat sota al·legacions que planejava un cop militar per enderrocar al President Léopold Sédar Senghor.

## Biografia
Mamadou Dia va néixer a Kombolé, Senegal el 18 de juliol de 1910. Va ser educat a l' École William Ponty.
Dia va començar la seva vida política com a dirigent a l'Afrique occidentale française (AOF). Va servir en el Senat francès de 1948 a 1956 i l'Assemblea Nacional francesa de 1956 a 1958. Va ser nomenat primer ministre per l'Assemblea Nacional francesa per servir junt amb el President novament elegit Léopold Sédar Senghor. El seu període com a primer ministre fou sovint polèmic i les seves visions socialistes radicals sovint xocaven amb les del més moderat Senghor.
El 1962, va ser acusat de preparar un cop i com a resultat, va ser forçat a dimitir i fou subsegüentment empresonat fins al 1974.
Dia va intentar reprendre la seva carrera al començament dels anys 1980, però el petit partit que va fundar va trobar poc suport.
Va morir dins Dakar el 25 de gener de 2009 a l'edat de 98 anys.

## Filmografia
- « La crise éclair qu'a vécue Dakar »[Enllaç no actiu] (en ligne, un document audiovisuel de l'INA de 1' 23, retraçant la tentative de coup d'État de Mamadou Dia, diffusé à l'origine par les Actualités françaises le 26 décembre 1962)
- « Le Sénégal après la crise »[Enllaç no actiu] (en ligne, un document audiovisuel de l'INA de 7' 20, proposant un bilan après le coup d'État avorté de Mamadou Dia, diffusé à l'origine au cours du Journal télévisé de l'ORTF le 27 décembre 1962)

## Escrits
- The African Nations and World Solidarity. Translated by Mercer Cook. Pp. xii, 145. New York: Frederick A. Praeger, 1961